# کتابخانه لیندا هال

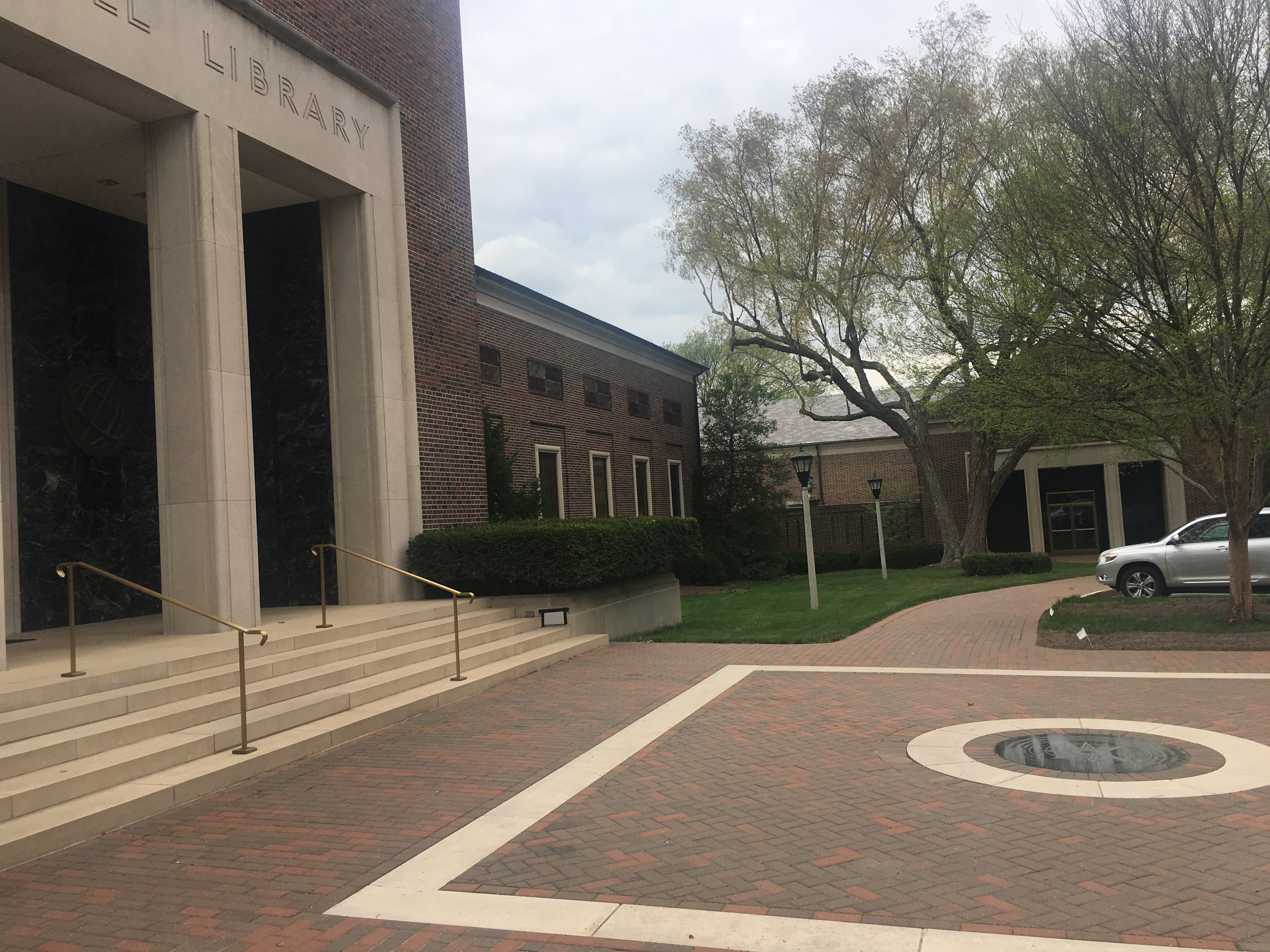
ورودی اصلی کتابخانه

کتابخانه لیندا هال (به انگلیسی: Linda Hall Library) تأسیس ۱۹۴۶ نام یک کتابخانه پژوهشی علمی در ایالات متحده آمریکا است. این مؤسسه بزرگ‌ترین کتابخانه خصوصی و مستقل علمی در کشور آمریکا می‌باشد. این مؤسسه در کانتری کلاب پلازا و در جنب دانشگاه میزوری در کانزاس‌سیتی قرار دارد.
تعداد عنوان‌های این کتابخانه دو میلیون کتاب شمارش شده است.

## بخش کتب نادر
این کتابخانه حاوی بخش کتب نادریست که ده هزار عنوان داشته و قدیمی‌ترین آن‌ها بیش از پانصد سال قدمت دارد. تخصص این ذخایر بیشتر در حیطه کتب علوم پایه و مهندسی بوده و نسخه‌های اصیل چند صدساله نفیسی از افرادی همچون ابویوسف کندی، بدیع‌الزمان جزری، ابوالبرکات بغدادی، ابن کثیر فرغانی، الغ‌بیگ، مایکل فارادی و آیزاک نیوتن را در ذخایر خود دارد. می‌توان به موارد زیر به‌طور نمونه اشاره نمود:
- گفتار دربارهٔ چرخش کرات سماوی اثر نیکلاس کوپرنیک نسخه نورنبرگ
- پیام آور اختری اثر گالیله نسخه ونیز
- ارغنون جدید اثر فرانسیس بیکن نسخه لندن
- پرینکیپیا اثر اسحاق نیوتون نسخه لندن
- تاریخ طبیعت اثر ژرژ-لوئی لکرک کنت دو بوفون
- خاستگاه گونه‌ها اثر داروین نسخه لندن